# Вукајловића механа
Вукајловића механа је једина преостала од некадашње четири кафане које су постојале у Старој чаршији у Бајиној Башти. 

## Прошлост и прилике
Стару механу је подигао Цветко Јевтић, највероватније шездесетих година 19. века. Не постоје прцизнији подаци о датуму градње, осим архитектуре, технике грађења и детаља, који указују да је ова механа II класе изграђена након доношења уредаба о механама из 1861. и 1864. године, односно по оснивању механско-пекарског еснафа у Бајиној Башти, 1868. године. 
Своје садашње име добила је по породици Вукајловић, у чије је власништво доспела 1909. године. Претходно је од првобитног власника, зграду купио Тодор Павићевић 25. јула 1895. године, ради наплате дугова. Потврда ових тврдњи постоји у сачуваним тапијама из тог времена.

## Изглед механе
Вукајловићева механа је у то време била одлично лоцирана, изван варошице, уз сам ужички пут, који је у то време представљао врло важну трговачку комуникацију. Саграђена је веома квалитетно и масивно, каменом до висине парапета, а остатак зидова до пуне висине опеком великог формата. Сама зграда представља приземну грађевину, просторно добро организовану, димензија 26,10x13,85m, са три међусобно повезане, а ипак засебне функционалне целине. Кафански део заузима средишну зону објекта и састоји се од велике и мале сале, са посебним улазима, међусобно повезаним и великом кухињом. Са уличне стране се пружа плитак трем на високим, неједнако распоређеним дрвеним стубовима на јастуцима.
Другу одвојену целину сачињавају три собе за преноћиште, које су дугачким ходником одвојене од велике кафанске сале, са директним приступомсамо из дворишта. У дворишту су били распоређени сви помоћни објекти.
Трећа целина састојала се од пекаре са продајним и складишним простором и била је директно повезана са малом салом. Бочни део део некадашње пекаре излази из масе објекта ка улици за дубину трема, тако да је цела грађевина била покривена јединственим кровом. Кров је четвороводни покривен бибер црепом, са стрехама опшивеним подужним, ужљебљеним даскама.